# Gianpiero Combi
Gianpiero Combi (Torino, 1902. december 20. – Imperia, 1956. augusztus 13.) világbajnok és olimpiai bronzérmes olasz labdarúgó, kapus.

## Pályafutása

### Klubcsapatban
1924 és 1934 között a Juventus labdarúgója volt, ahol összesen 367 bajnoki mérkőzésen védett és öt bajnoki címet nyert a csapattal.

### A válogatottban
1924 és 1934 között 47 alkalommal szerepelt az olasz labdarúgó-válogatottban. Részt vett az 1924-es párizsi és az 1928-as amszterdami olimpiai játékokon. Az utóbbin bronzérmet nyert a válogatottal. Tagja volt az 1934-es világbajnoki címet nyert csapatnak.

## Sikerei, díjai
Olaszország
- Olimpiai játékok
  - bronzérmes: 1928, Amszterdam
- Világbajnokság
  - világbajnok: 1934, Olaszország
- Európa kupa
  - győztes: 1927–30, 1932–35

 Juventus
- Olasz bajnokság (Serie A)
  - bajnok: 1925–26, 1930–31, 1931–32, 1932–33, 1933–34